# Weltfriedensrat

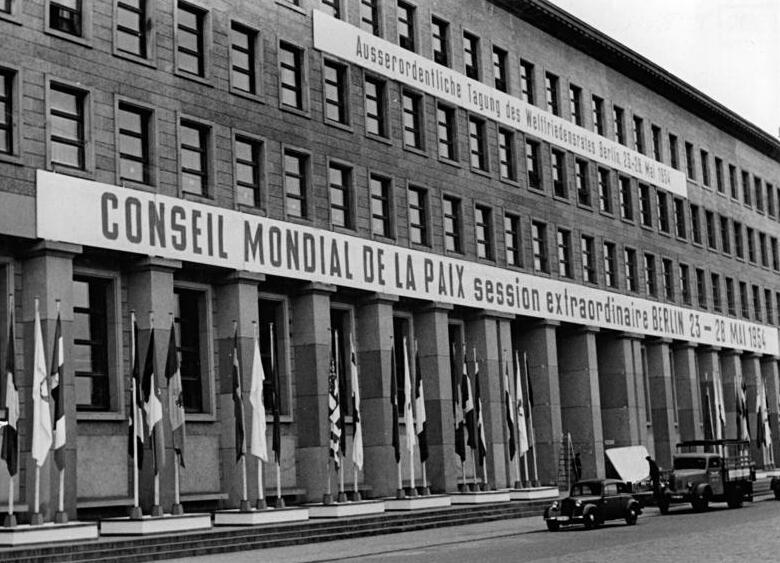
Außerordentliche Tagung des Weltfriedensrates im Mai 1954 im Gebäude des Finanzministeriums der DDR in Ost-Berlin

Der Weltfriedensrat (englisch World Peace Council, WPC) ist eine internationale Organisation, die im November 1950 auf dem 2. Weltfriedenskongress in Warschau zur Förderung der friedlichen Koexistenz und der nuklearen Abrüstung gegründet wurde. Sein Vorläufer war ein im August 1948 aus dem Weltkongress der Intellektuellen zur Verteidigung des Friedens in Breslau hervorgegangenes Internationales Verbindungsbüro. Dieser knüpfte an die Amsterdam-Pleyel-Bewegung an, die 1932 und 1933 Aktivitäten gegen die Vorbereitung eines neuen Weltkrieges entwickelte.

## Geschichte
Ihren ersten Hauptsitz hatte die Organisation in Paris. Sie wurde jedoch schon kurz darauf von der französischen Regierung beschuldigt, eine Fünfte Kolonne der Kommunisten zu sein, und ausgewiesen. Ihr Sitz wurde zunächst nach Prag verlegt und im Jahr 1954 nach Wien, das noch unter alliierter Besatzung stand. Nach Wiedererlangung der vollen Souveränität verwies auch die österreichische Regierung im Jahr 1957 die Organisation wegen staatsfeindlicher Aktivitäten des Landes. 1968 wurde ein neues Hauptquartier in Helsinki eröffnet, später kehrte es unter dem Namen Institute for Peace nach Wien zurück. Nach dem Fall des Kommunismus in Osteuropa und der Beendigung der Finanzierung durch die Sowjetunion 1989 wurde dieser Sitz im Jahr 1990 aufgelöst. Seit dem Jahr 2000 ist Athen der Sitz des World Peace Council.
Die Organisation wurde von kommunistischen Intellektuellen dominiert. Frédéric Joliot-Curie war der Gründungspräsident, Generalsekretär war Jean Laffitte, Vizepräsident Ilja Ehrenburg. Der Weltfriedensrat galt im Westen als von der UdSSR gesteuerte Tarnorganisation und diente auch dem KGB als Frontorganisation. Mit dem Aufkommen der Neuen Linken ab Mitte der 1960er Jahre sank seine Bedeutung in der westlichen Friedensbewegung.
Der Friedensrat der DDR war Mitglied des Weltfriedensrats. Manfred Feist, Schwager von Erich Honecker, war als Leiter der ZK-Abteilung Auslandsinformation in der DDR zuständig für den Weltfriedensrat und den Friedensrat der DDR. Otto Nuschke und Karl Kleinschmidt gehörten der deutschen Delegation an, die im April 1949 am Gründungskongress der Weltfriedensbewegung in Paris teilnahm; Otto Nuschke war der Sprecher dieser Delegation. Johannes Herz und Erwin Eckert wurden 1950 in den Weltfriedensrat gewählt.
Der Weltfriedensrat verlieh 1949 bis 1956 jährlich einen Internationalen Friedenspreis.

## Präsidenten des Weltfriedensrates
- 1950–1958: Frédéric Joliot-Curie (1900–1958)
- 1959–1965: John Desmond Bernal (1901–1971)
- 1965–1969: Isabelle Blume (1892–1975)
- 1977–1990: Romesh Chandra (1919–2016) (1966–1977 Generalsekretär)
- 1990–1993: Evangelos Maheras (1918–2015)
- 1993–2002: Albertina Sisulu (1918–2011)
- 2002–2008: Orlando Fundora López[12] (1927–2016)
- 2008–2022: Maria do Socorro Gomes Coelho (* 1950)
- seit 2022: Pallab Sengupta (* 1950)[13]

## Nationale Friedensräte
- Australian Peace Committee, S.A. Branch
- African Committee of WPC
- All India Peace and Solidarity Organisation
- Argentina – MOPASSOL
- Austrian Peace Council
- Bangladesh Peace Committee
- Belgium – Antiimperialistic League
- Belgium – VREDE
- Brasilien – CEBRAPAZ
- Campaign for Nuclear Disarmament (CND), UK
- Canadian Peace Alliance
- Colombian Peace Council
- Conselho Português para a Paz e Cooperação
- Costa Rica – National Council for Peace and Solidarity
- Cuba – Movimiento Cubano por la Paz y la Soberanía de los Pueblos
- Cyprus Peace Council
- Czech Peace Society
- Egyptian Committee for Peace & Disarmament – Arab Coordination Centre Ecuadorian Council for Peace
- Finnish Peace Committee
- French Peace Movement
- Deutscher Friedensrat
- Friedensrat der DDR
- Greece – Greek Committee for International Detente and Peace (ΕΕΔΥΕ)
- Italy – NINO PASTI FONDAZIONE
- Japan Peace Committee
- Korean National Peace Committee
- Malta Peace Council
- Mexico – MOMPADE
- Mongolian Peace and Friendship Organizations
- Nepal World Peace Committee
- New Zealand – Peace Council of Aotearoa
- Palestinian Council For Peace and Justice
- Schweizerische Friedensbewegung
- Spain – OSPAAAL
- Swedish Peace Committee
- Turkey – Peace Society in Turkey
- Ukrainian Peace Council[14]
- USA – International Action Center
- USA – Peace Council[15]
- USA – United for Peace and Justice
- Vietnam Peace Committee
- Yugoslavia – Freedom Association

## Veröffentlichungen
- World Peace Council (Hrsg.): The World Peace Council – What it is and What It Does, Helsinki 1978
- Weltfriedensrat (Hrsg.): Berufsverbote in der Bundesrepublik Deutschland, Helsinki, o. J.
- Weltfriedensrat (Hrsg.): Die Friedensbewegung und der Kampf für gerechte internationale Wirtschaftsbeziehungen, Helsinki, 1978
- Weltfriedensrat (Hrsg.): Kampf dem Rassismus, Eigenverlag Helsinki, 1978
- Weltfriedensrat (Hrsg.): Weltversammlung der Erbauer des Friedens, Eigenverlag. Helsinki, 1977
- Schweizerische Friedensbewegung SFB (Hrsg.): Frieden, Gerechtigkeit, Menschenwürde. 70 Jahre Schweizerische Friedensbewegung 1949–2019, Basel 2019